# Péteri
Péteri là một thị trấn thuộc hạt Pest, Hungary. Thị trấn này có diện tích 11,89 km², dân số năm 2010 là 2177 người, mật độ 183 người/km².